# Trachyaphthona lankana
Trachyaphthona lankana es una especie de insecto coleóptero de la familia Chrysomelidae.
Fue descrita científicamente en 2001 por Medvedev.